# Cốc mào Chatham
Cốc mào Chatham (Leucocarbo onslowi) còn được gọi là Cốc mào đảo Chatham là một loài chim thuộc Họ Cốc, một loài đặc hữu của Quần đảo Chatham.
Một số cơ quan phân loại bao gồm cả Ủy ban Nghiên cứu Chim Quốc tế phân loại nó trong chi Leucocarbo. Những người còn lại phân loại nó vào Phalacrocorax. Môi trường sống tự nhiên của loài này là những bờ đá và biển khơi. Nó bị đe dọa bởi mất môi trường sống và IUCN liệt nó vào loài cực kỳ nguy cấp.